# Quận Calhoun, South Carolina
Quận Calhoun là một quận trong tiểu bang Nam Carolina. Theo điều tra dân số năm 2000, quận có dân số 15.185 người; dân số năm 2005 là 15.100 người,  Quận được đặt tên theo John C. Calhoun. Quận lỵ đóng ở St. Matthews.6

## Địa lý
Theo Cục điều tra dân số Hoa Kỳ, quận có tổng diện tích 392 dặm Anh vuông (1.016 km²), trong đó, 380 dặm Anh vuông (985 km²) là diện tích đất và 12 dặm Anh vuông (31 km²) trong tổng diện tích (3,09%) là diện tích mặt nước.

### Các quận giáp ranh
- Quận Richland, Nam Carolina - Bắc
- Quận Sumter, Nam Carolina - Đông bắc
- Quận Clarendon, Nam Carolina - Đông
- Quận Orangeburg, Nam Carolina - Nam
- Quận Lexington, Nam Carolina - Tây bắc

## Thông tin nhân khẩu
Theo cuộc điều tra dân số2 tiến hành năm 2000, quận này có dân số 15.185 người, 5.917 hộ, và 4.272 gia đình sinh sống trong quận này. Mật độ dân số là 40 người trên mỗi dặm Anh vuông (15/km²). Đã có 6.864 đơn vị nhà ở với một mật độ bình quân là 18 trên mỗi dặm Anh vuông (7/km²).  Cơ cấu chủng tộc của dân cư sinh sống tại quận này gồm 50,03% người da trắng, 48,69% người da đen hoặc người Mỹ gốc Phi, 0,19% người thổ dân châu Mỹ, 0,14% người gốc châu Á, 0,03% người các đảo Thái Bình Dương, 0,24% từ các chủng tộc khác, và 0,69% từ hai hay nhiều chủng tộc.  1,40% dân số là người Hispanic hoặc người Latin thuộc bất cứ chủng tộc nào.
Có 5,917 hộ trong đó có 30,20% có con cái dưới tuổi 18 sống chung với họ, 52,00% là những cặp kết hôn sinh sống với nhau, 15,80% có một chủ hộ là nữ không có chồng sống cùng, và 27,80% là không gia đình. 24,50% trong tất cả các hộ gồm các cá nhân và 9,60% có người sinh sống một mình và có độ tuổi 65 tuổi hay già hơn.  Quy mô trung bình của hộ là 2,54 còn quy mô trung bình của gia đình là 3,03,
Cơ cấu độ tuổi dân cư quận này như sau 25,10% dưới độ tuổi 18, 7,40% từ 18 đến 24, 27,00% từ 25 đến 44, 26,70% từ 45 đến 64, và 13,80% người có độ tuổi 65 tuổi hay già hơn.  Độ tuổi trung bình là 39 tuổi. Cứ mỗi 100 nữ giới thì có 90,10 nam giới. Cứ mỗi 100 nữ giới có độ tuổi 18 và lớn hơn thì, có 86,40 nam giới.
Thu nhập bình quân của một hộ ở quận này là $32.736, và thu nhập bình quân của một gia đình ở quận này là $39.823, Nam giới có thu nhập bình quân $31.431 so với mức thu nhập $22.267 đối với nữ giới. Thu nhập bình quân đầu người của quận là $17.446, Khoảng 13,20% gia đình và 16,20% dân số sống dưới ngưỡng nghèo, bao gồm 20,40% những người có độ tuổi 18 và 18,30% là những người 65 tuổi hoặc già hơn.

## Thành phố và thị trấn
- Cameron
- Creston
- Fort Motte
- Lone Star
- St. Matthews
- Sandy Run